# Den nezadaných

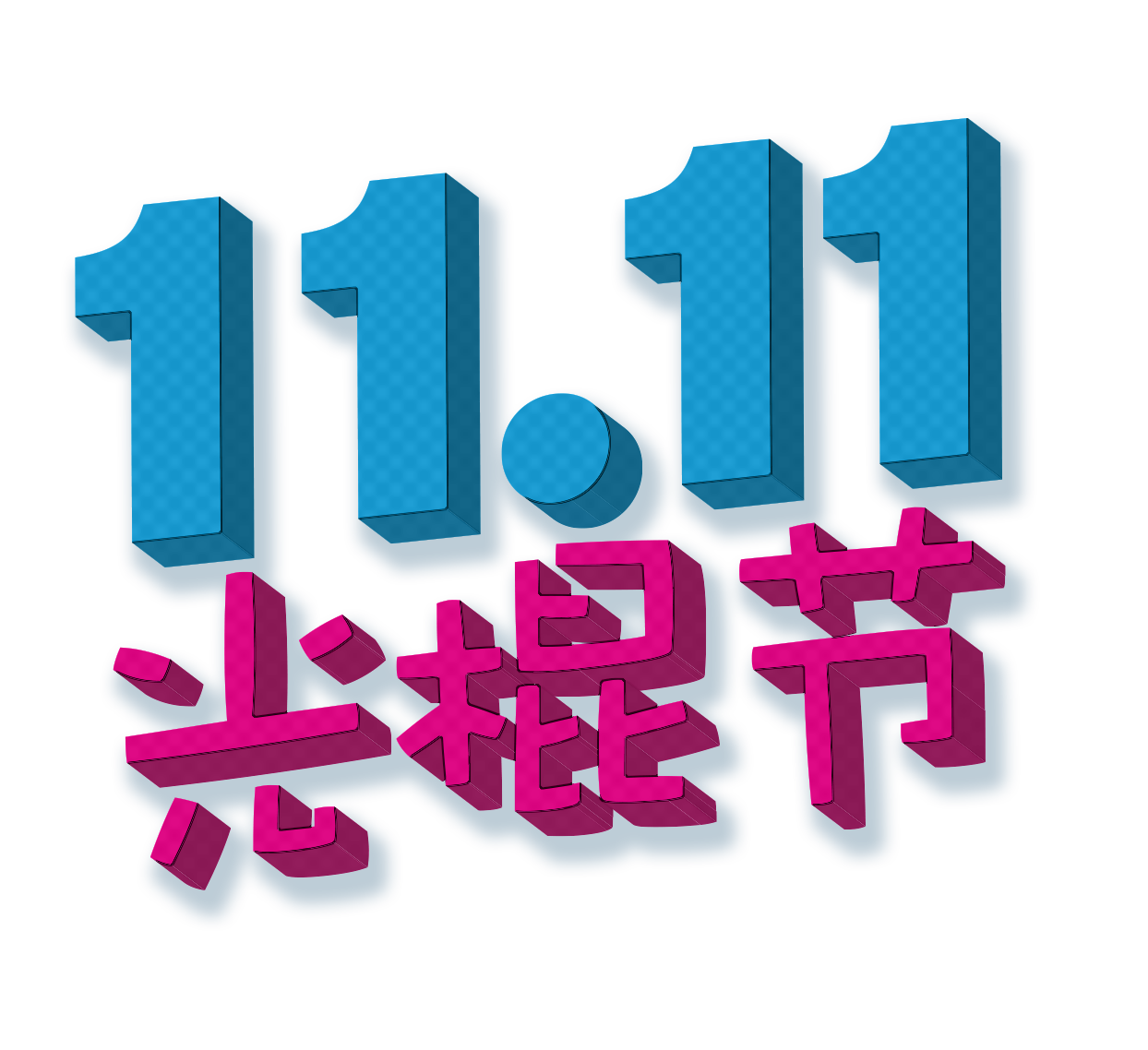

Den nezadaných (čínsky 光棍节, anglicky Singles' Day) je čínský svátek. Připomíná, že téměř polovina Číňanů ve věku do 35 let nemá stálého partnera, není však oficiálně uznaným dnem volna. Slaví se 11. listopadu, protože toto datum obsahuje čtyři jedničky, symbolizující osaměle žijící lidi. V tento den se v čínských městech organizují seznamovací večírky a koncerty pro mládež. Typickým pokrmem spojeným s oslavami jsou smažené tyčinky z těsta zvané jou-tchiao, které připomínají tvarem číslici 1. Lidé, kterým se podaří najít vztah, často uzavírají 11. listopadu sňatek.
Svátek vznikl v roce 1993 mezi studenty Nankingské univerzity jako recesistická protiváha Dne svatého Valentýna. V roce 2009 začala společnost Alibaba Group propagovat masový nákup dárků ke Dni nezadaných, vyhlašovala různé slevové akce a v roce 2012 si zaregistrovala značku „Dvojitá jedenáctka“ (双十一). 11. listopad se stal celosvětově dnem s největším obratem internetových i kamenných obchodů: v roce 2021 hlásila firma JD.com v Den nezadaných tržby ve výši 349,1 miliardy jüanů a Alibaba rekordních 540,3 miliardy jüanů.
Oslavy Dne nezadaných se z Číny rozšířily i do dalších asijských zemí. V západním prostředí se jako svátek lidí žijících mimo trvalý svazek ujal spíše 15. únor, ve Velké Británii také 11. březen.